# Mezei iringó
A mezei iringó (Eryngium campestre) az ernyősvirágzatúak (Apiales) rendjébe, ezen belül a zellerfélék (Apiaceae) családjába tartozó faj. További magyar nevei: szamárkóró, ördögszekér, ördögkeringő, ördögnadrág, ördögrakolya, macskatövis, iringófű, szamártövis, szúnyogtövis.

## Előfordulása
A mezei iringó elterjedési területe Közép- és Dél-Európa, nyugaton Észak-Németországig, Franciaországig és Dél-Angliáig. De megtalálható Szíriában, Törökországban, a Kaukázusban és Afrika északi részén is, Marokkótól Egyiptomig.

## Változata
- Eryngium campestre var. virens (Link) Weins

## Megjelenése
A mezei iringó tüskés levelei és fejecskeszerű virágzatai miatt bogáncshoz hasonlít. A 20–60, néha 100 centiméter magas, merev, dúsan ágas, évelő növény néhány társával együtt valóban eltér a szokásos zellerféléktől. A hajtások világos szürkés- vagy sárgászöld színűek. Az első levelek tagolatlanok, a többiek tenyeresen kétszer tövig szeldeltek, a szeletek a levélgerincen szélesen lefutnak, szélük tüskésen fogas. Az alsó levelek nyelesek, a felsők szárnyölelők. A tömött, gömbölyded, fehéres-zöld ernyővirágzatokat ugyancsak tüskés, merev, szálas, lándzsás gallérlevelek veszik körül. A termést fehér, hártyás pikkelyek borítják.

## Életmódja
A mezei iringó száraz gyepekben, legelőkön, homok- és löszpusztákon nő, száraz, laza, meleg, meszes talajokon.
A virágzási ideje júliustól szeptember végéig tart. Ősszel az egész növény leszakad a tövéről, és a széltől hajtva mint „ördögszekér” terjed tova. Ironikus értelmű német nevét („férfihűség”) is ide-oda sodródó-guruló terméses hajtásegyüttesei sugallták. „Futóbogáncsnak” is nevezik. A száraz termőhelyekhez való alkalmazkodásra vallanak gyökerei, amelyek két méter mélyre lehatolnak, valamint a bőrnemű levelek.
Népies neve: ballangó.
Karógyökerének főzete vizelet- és epekőhajtó hatásáról ismert. Szaponintartalma miatt gyógynövényként használják.

## Képek

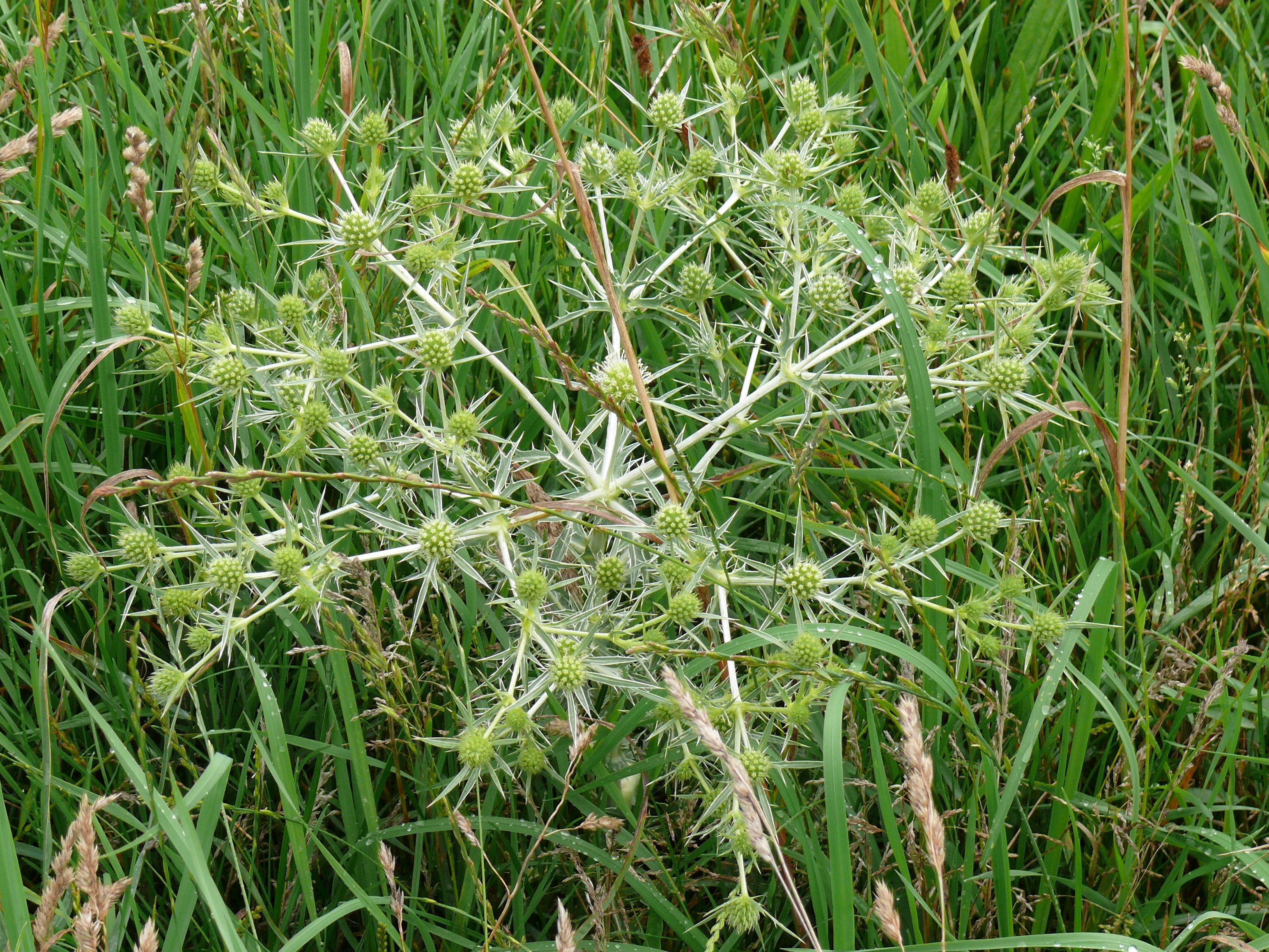
A
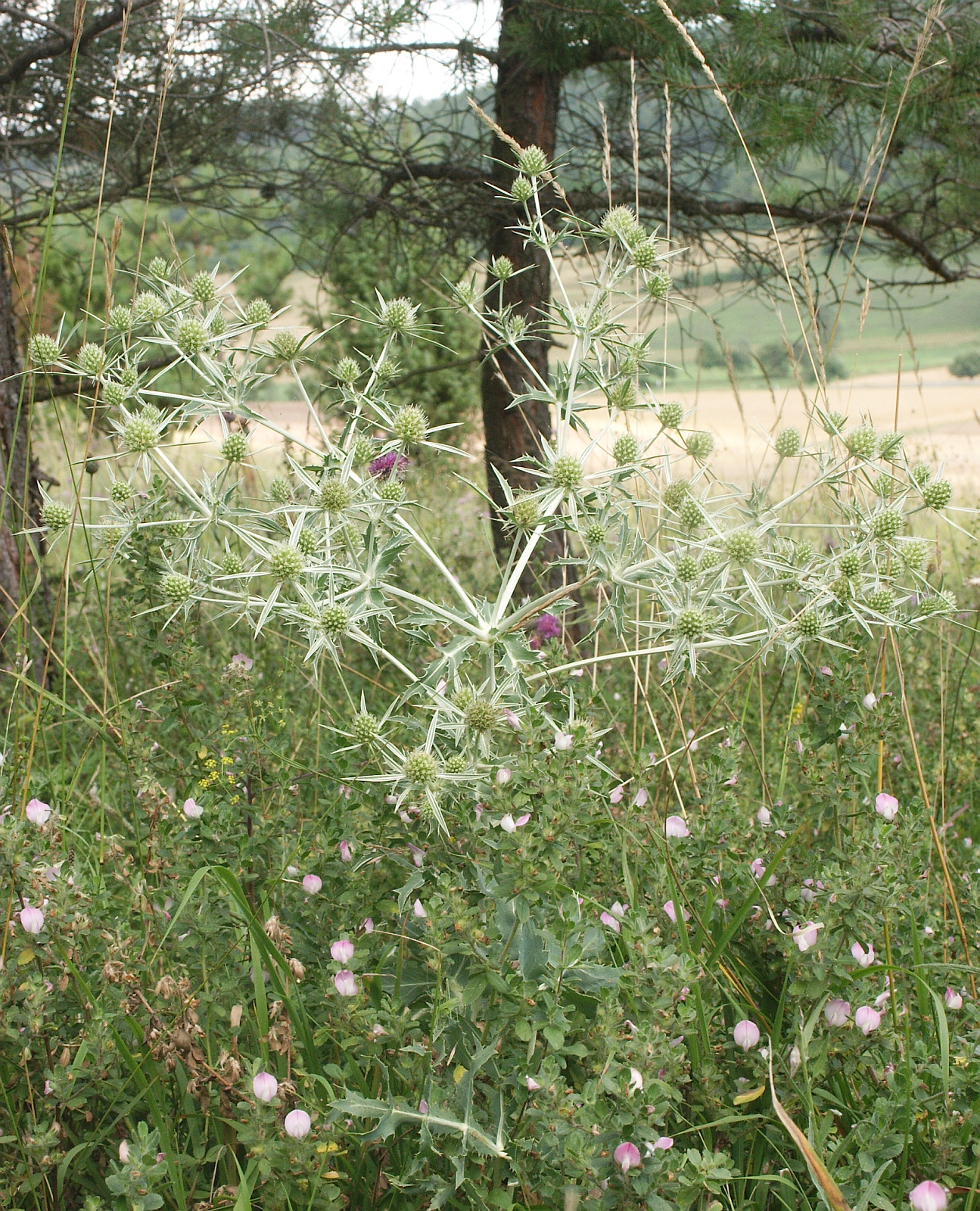
növény
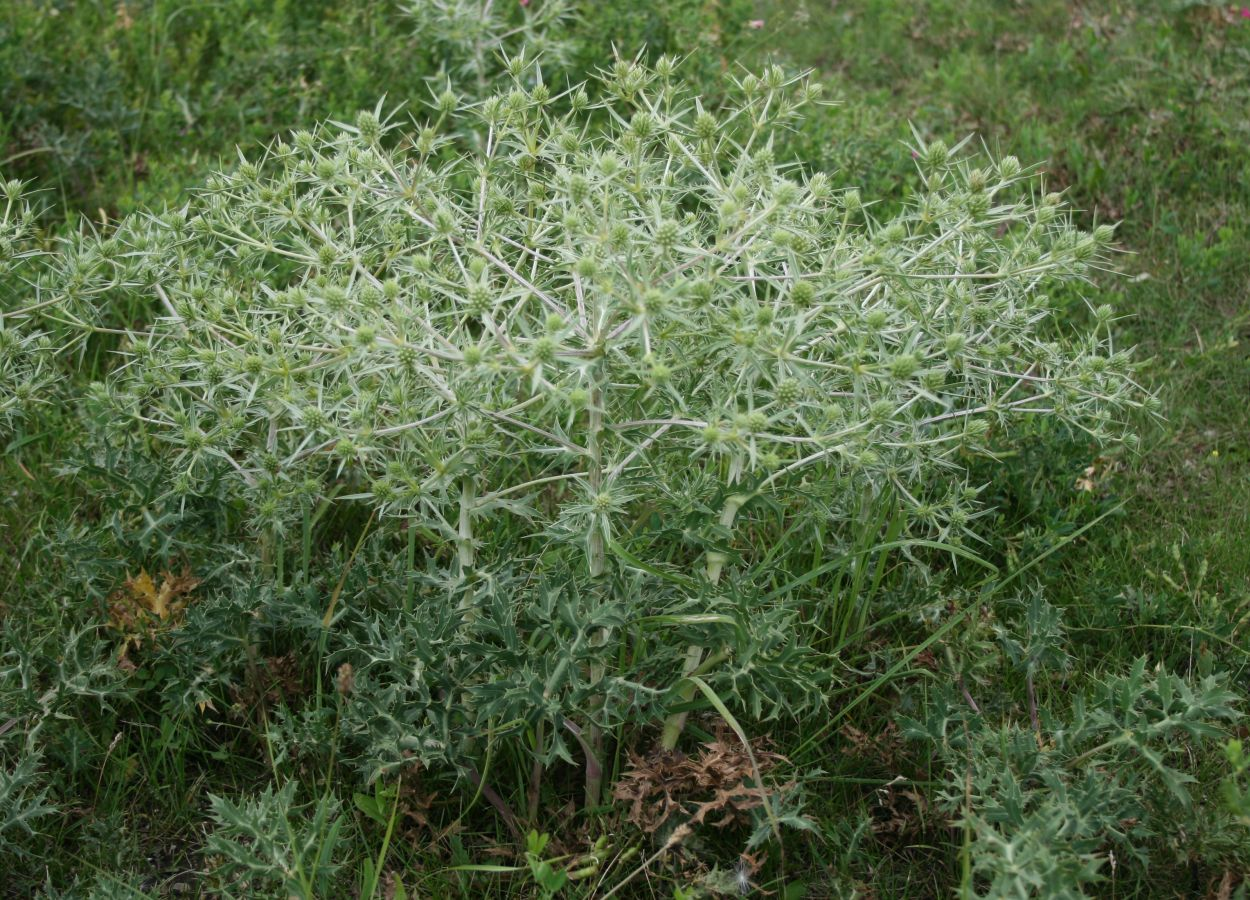
természetes
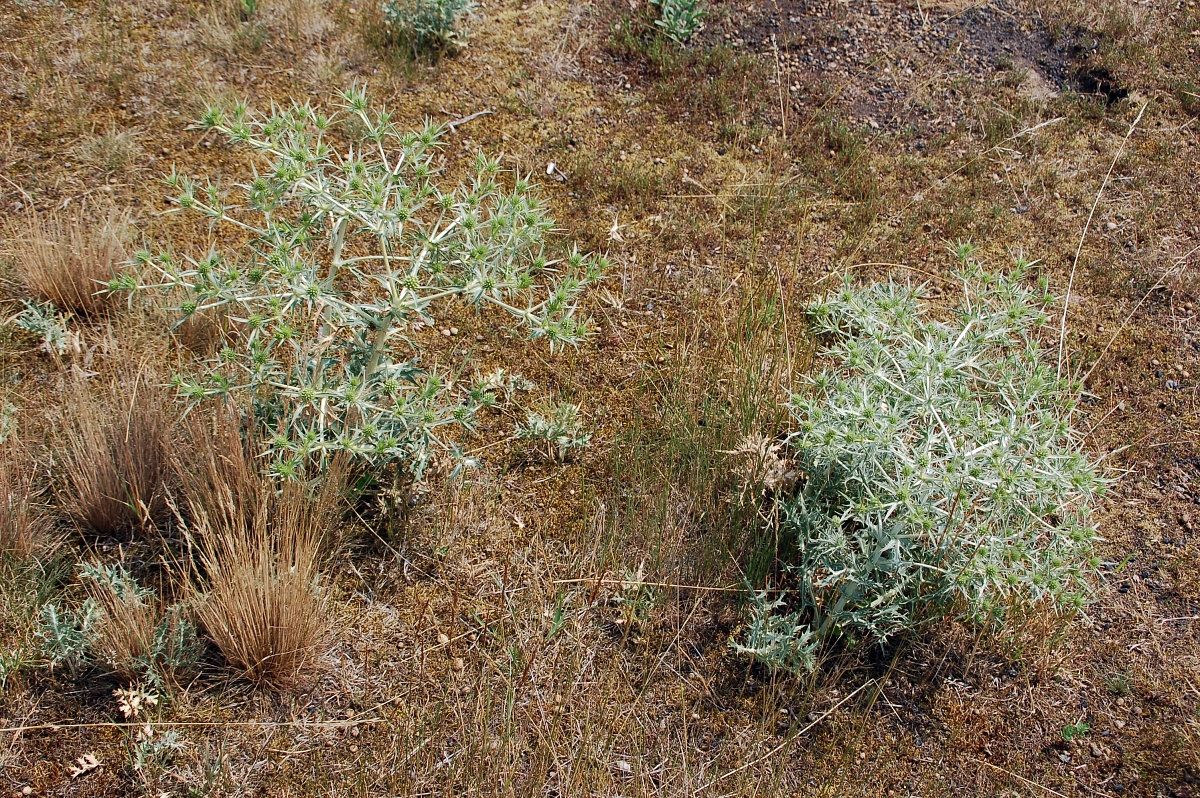
élőhelyén
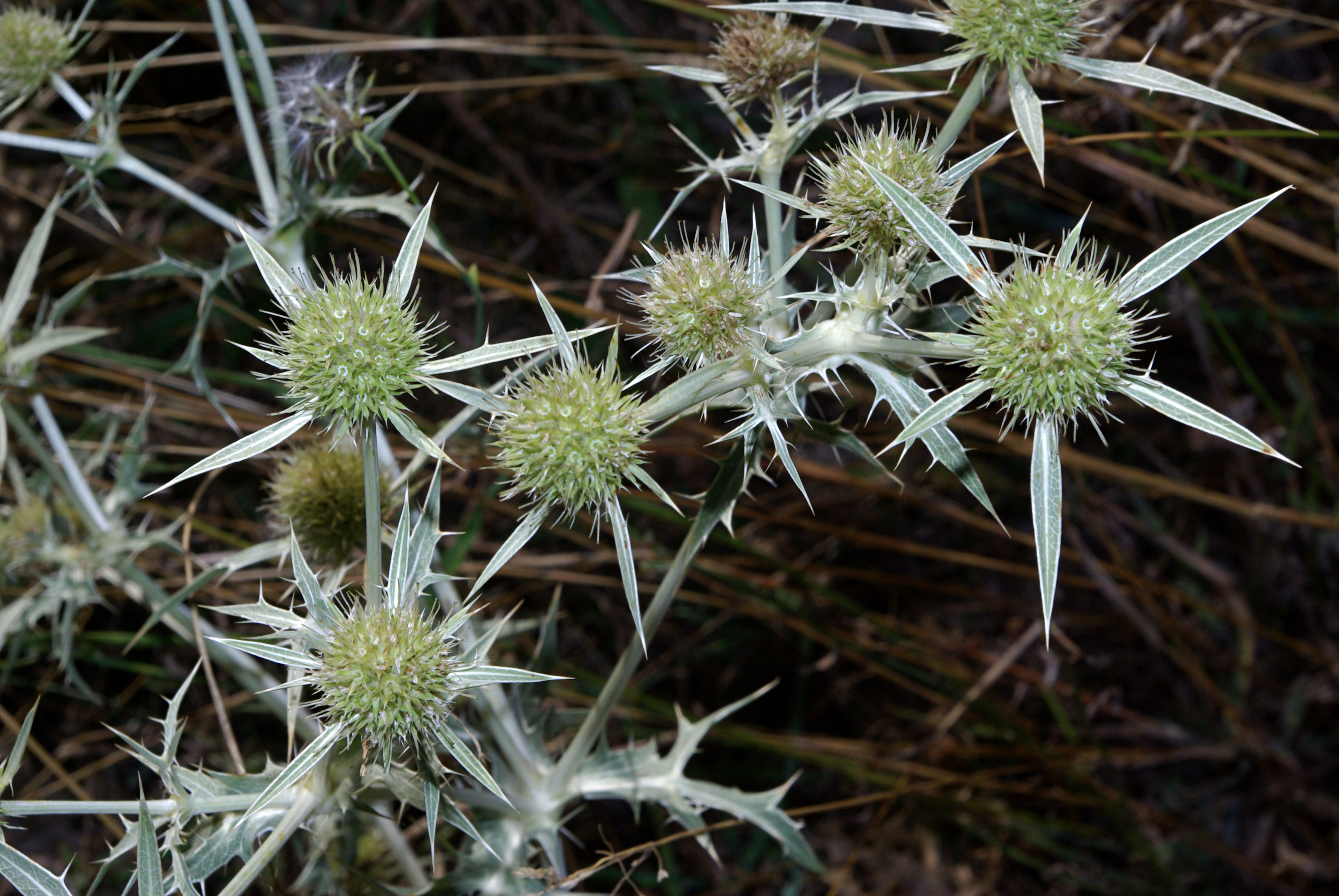
virágzatai
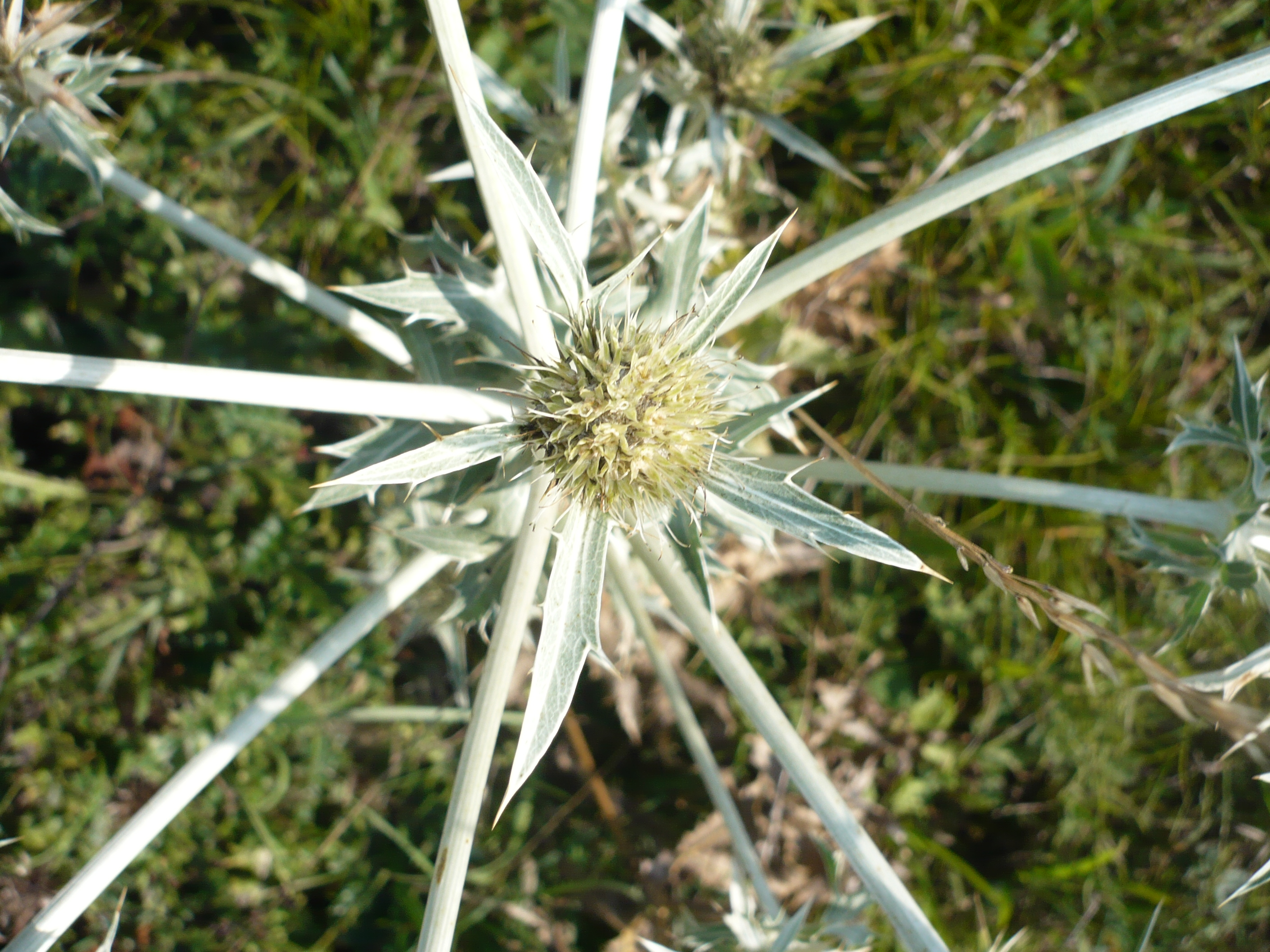
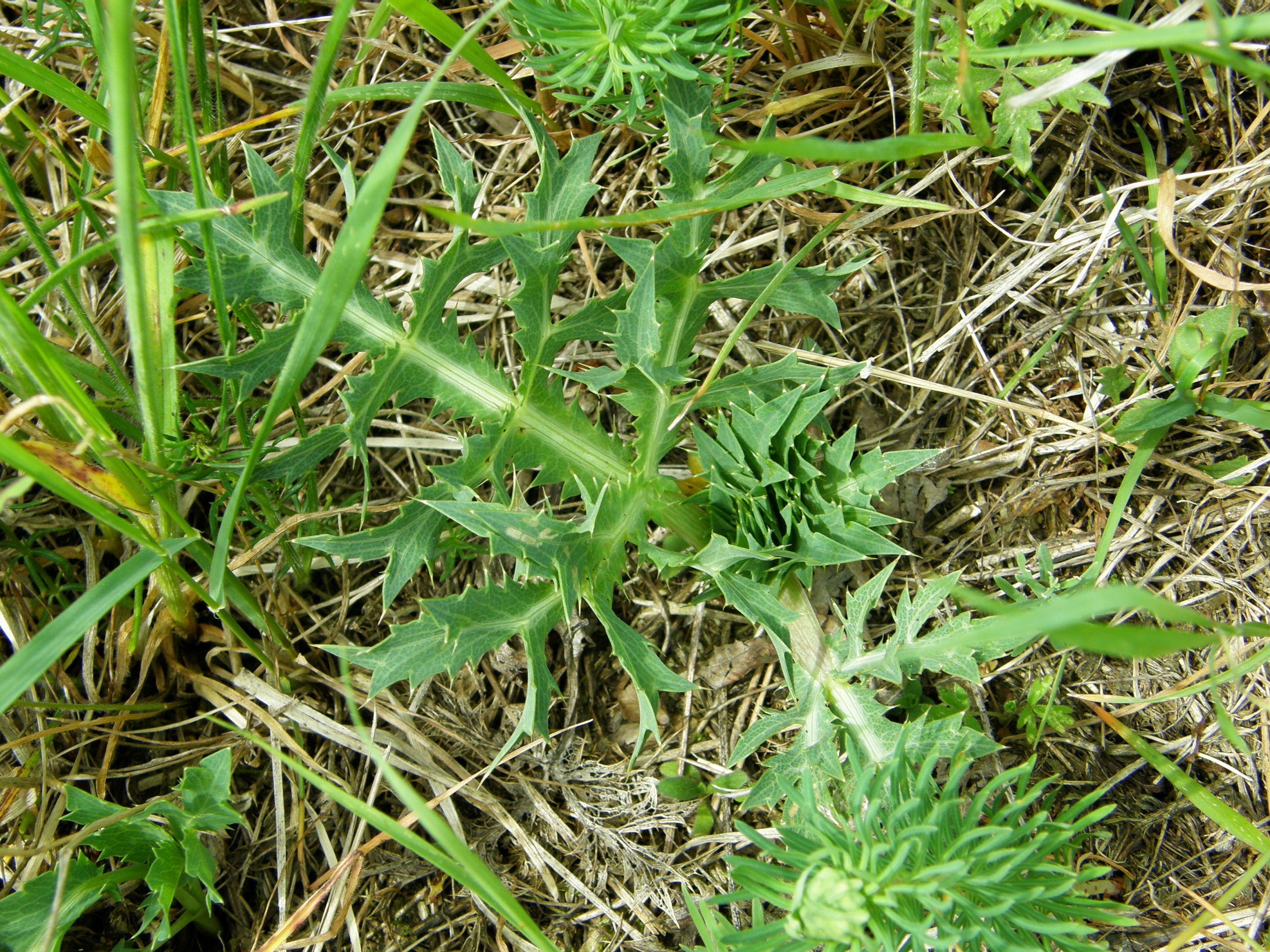
levelei
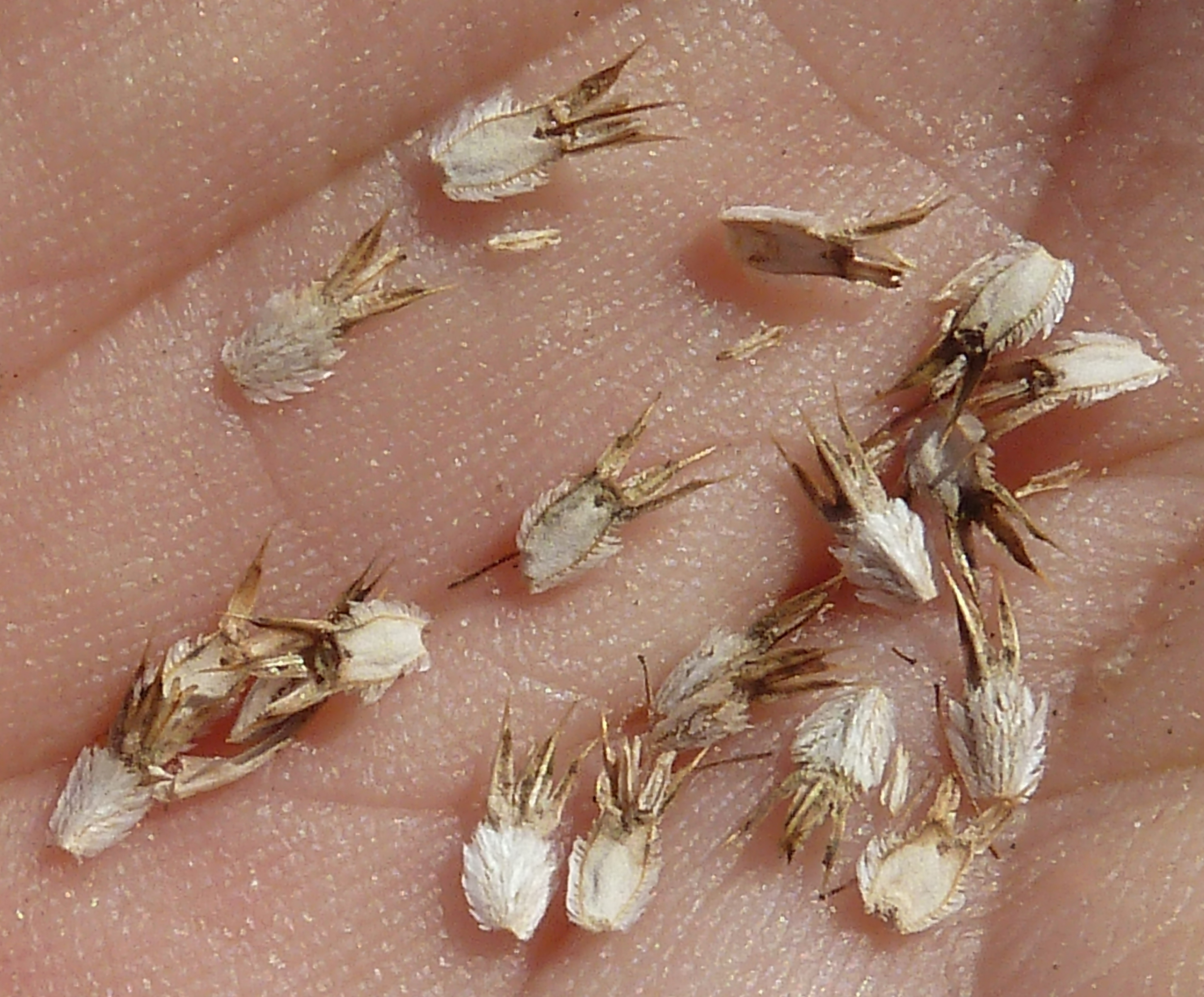
és termései
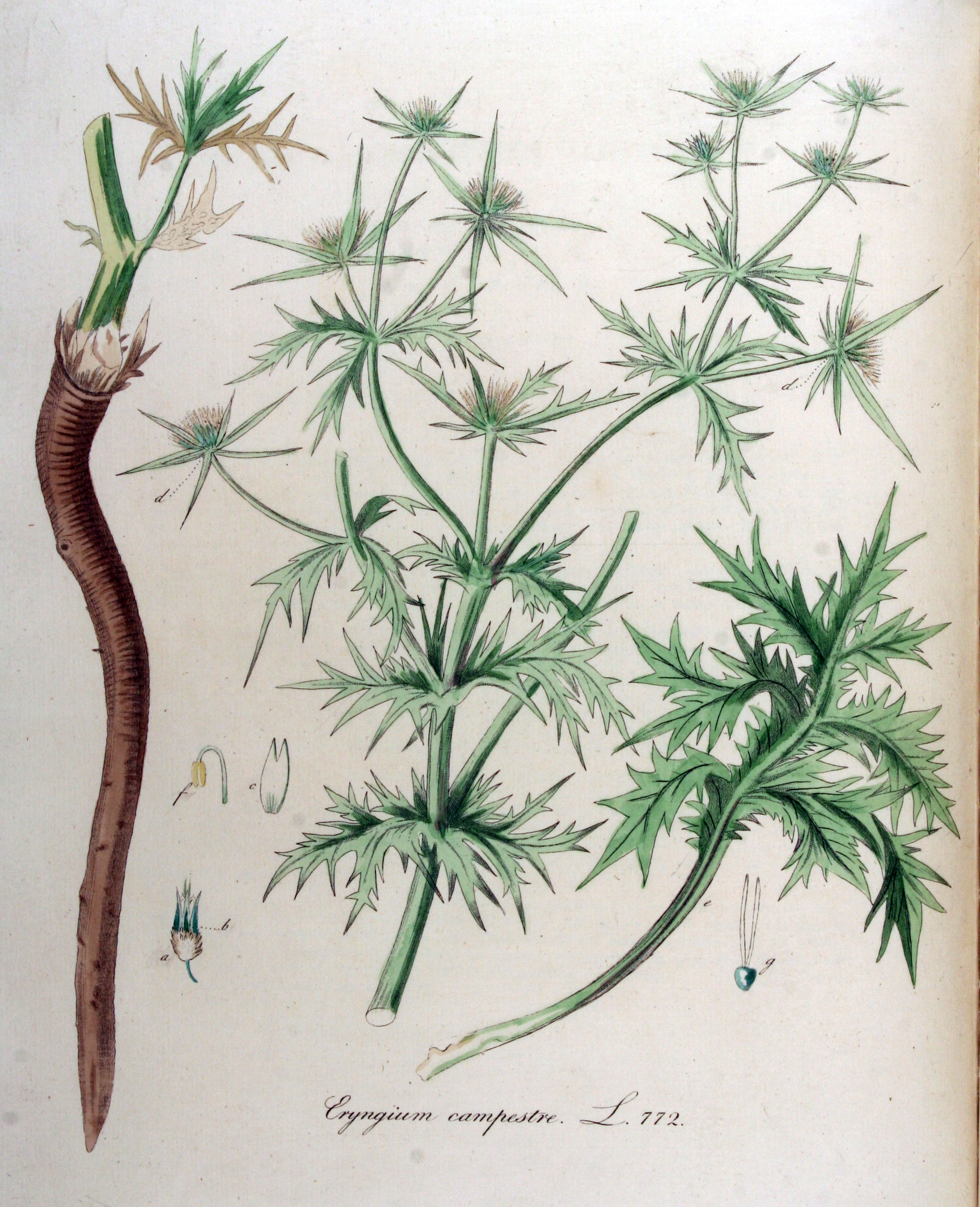
Rajzok a növényről
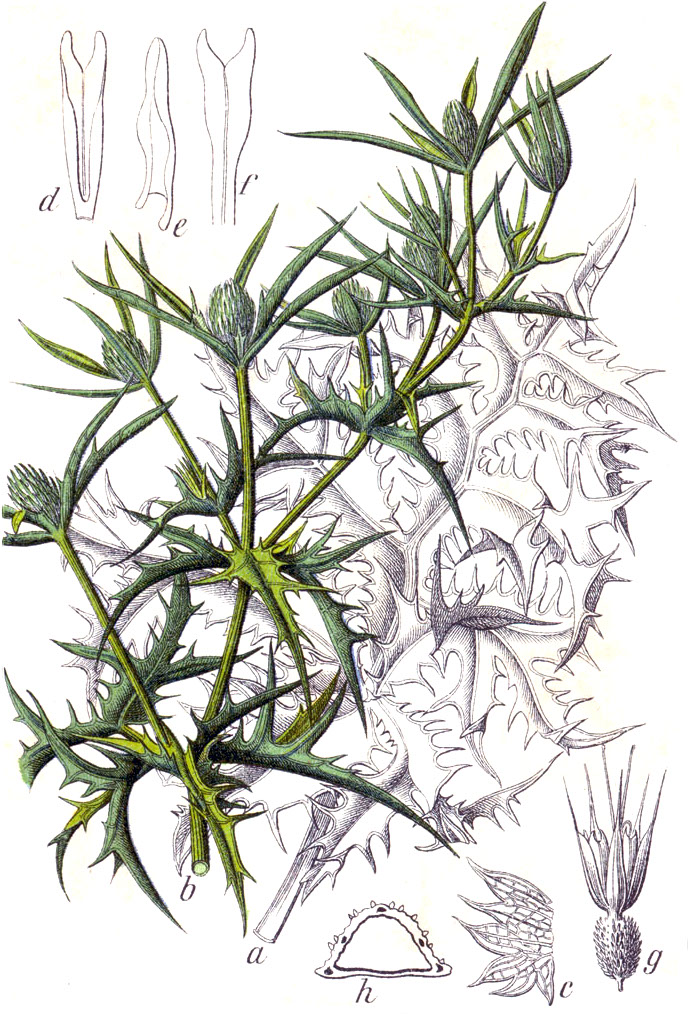
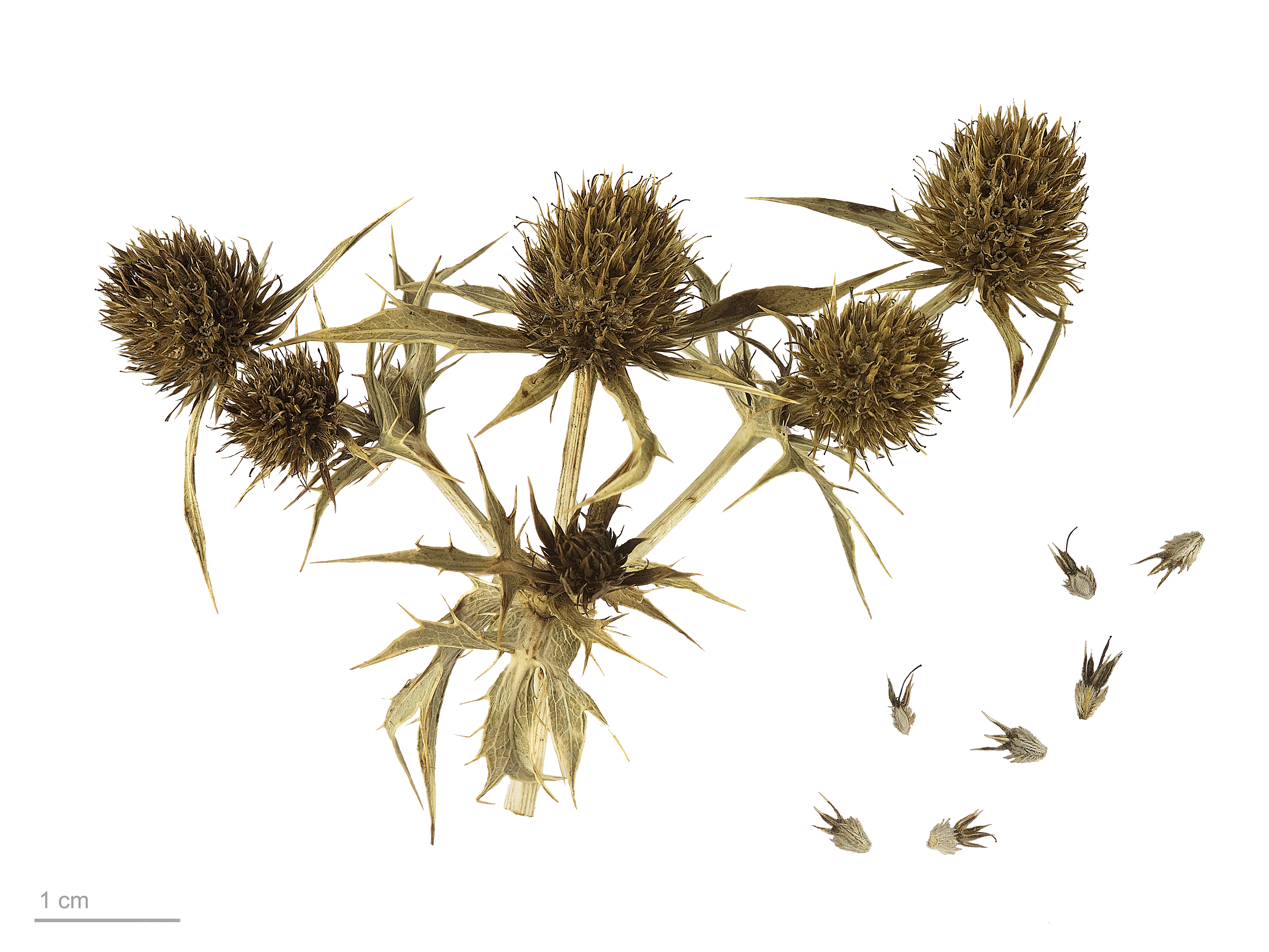
Termései és magjai a toulouse-i múzeumban